# Live at the Hollywood Bowl (Ben Harper)
Live at the Hollywood Bowl è il primo concerto completo registrato e pubblicato da Ben Harper.
Registrato il 4 agosto 2003 in California, presenta 15 canzoni più diversi video musicali registrati dallo stesso artista.

## Tracce
1. Glory & Consequence
2. Excuse Me Mr.
3. Brown Eyed Blues
4. Temporary Remedy
5. Gold to Me
6. Sexual Healing
7. Steal My Kisses
8. Diamonds on the Inside
9. Amen Omen
10. Burn on Down
11. With My Own Two Hands/War
12. Walk Away
13. Waiting on an Angel
14. Blessed to Be a Witness
15. Like a King/I'll Rise